# Лунёв, Владимир Васильевич
Владимир Васильевич Лунёв  (16 декабря 1931, Астрахань — 1 ноября 2023) — советский и российский учёный-механик, специалист в области газовой динамики больших скоростей.

## Биография
Родился в семье врачей. Среднюю школу окончил с золотой медалью (1949). В том же году поступил на физико-технический факультет МГУ. После первого курса был переведён на 2 курс механико-математического факультета МГУ.
В 1954 году окончил механико-математический факультет МГУ им. М. В. Ломоносова (спецгруппа), однокурсниками были В. В. Белецкий, А. А. Боровков, А. Г. Витушкин, А. А. Гончар, Е. А. Девянин, У. А. Джолдасбеков, А. П. Ершов, А. М. Ильин, И. А. Кийко, В. Д. Клюшников, М. Л. Лидов, Р. А. Минлос, И. В. Новожилов, Н. А. Парусников, Г. С. Росляков, С. А. Шестериков. Производственную практику после 4 курса проходил в НИИ-88 и увлёкся ракетно-космической тематикой.
В 1957 году, после окончания очной аспирантуры МГУ, где его научным руководителем был выдающийся учёный и педагог Х. А. Рахматулин, защитил диссертацию на соискание учёной степени кандидата физико-математических наук. С 1957 года по 2023 год работал в НИИ-88 (ныне — ЦНИИ машиностроения). С 1963 года в течение 47 лет возглавлял лабораторию гиперзвуковой газовой динамики, с 2010 года — главный научный сотрудник. С 2016 года возглавлял диссертационный совет при ЦНИИмаш. Участвовал в разработке всех основных изделий РКТ. С 1962 (c 1969 в должности профессора) также преподавал в Московском физико-техническом институте.
В 1966 году защитил диссертацию на соискание учёной степени доктора физико-математических наук.
В 1976 году был избран в члены Российского национального комитета по теоретической и прикладной механике.
Под научным руководством Лунёва В. В. и им лично:
- выполнен большой цикл работ по теории невязкого и вязкого пространственного обтекания тонких притуплённых тел с учётом реальных физико-химических свойств газа (равновесных и неравновесных), сопутствующих гиперзвуковому полёту в атмосфере. Получены новые качественные эффекты и законы подобия. Разработаны и реализованы вошедшие в практику точные и инженерные методы расчёта обтекания тел и пограничных слоёв на них с учётом энтропийных и физико-химических эффектов применительно к летательным аппаратам баллистического и планирующего спуска;
- разработана новая математическая и физическая теория эволюции форм тел при обгаре их теплозащитного покрытия в гиперзвуковом полёте. Использование её при анализе натурных экспериментов позволило обнаружить ряд новых свойств теплозащитных покрытий и уточнить теорию их разрушения. Решена задача о взаимовлиянии обгара и динамики тел с малым баллистическим коэффициентом;
- для ВЧ-плазмотронов исследовано влияние неравновесности на структуру разряда и течение в целом. Разработаны методы диагностики их струй. Экспериментально и теоретически исследованы гетерогенные свойства материалов в неравновесных газовых потоках. Обнаружен эффект «каталитической сублимации» материалов, обусловленный гетерогенной рекомбинацией атомов. Определена каталитическая активность теплозащитных покрытий «Бурана», подтверждённая затем лётными испытаниями «Бурана» и «Бора», и выполнен целый ряд других исследований.

Скончался 1 ноября 2023 года на 92-м году жизни. Похоронен на Николо-Архангельском кладбище.

## Награды
- лауреат Ленинской премии (1966, с О. М. Белоцерковским, Г. Ф. Телениным и др.)
- орден «Знак Почёта» (1984)
- Заслуженный деятель науки и техники РСФСР (1991)
- премия имени профессора Н. Е. Жуковского 1-й степени (2007)
- Медаль имени Х. А. Рахматулина Российского Национального комитета по теоретической и прикладной механике (2009)
- премия имени академика Г. Г. Чёрного (2013, первое вручение)[4]